# Orangelo
El Orangelo o chironja es un fruto cítrico híbrido obtenido por cruce espontáneo entre un pomelo y una naranja. Apareció, hacia 1956, en los árboles que daban sombra a una plantación de café en las tierras altas de Puerto Rico.
Son frutos más grandes y de color amarillo más brillante que sus plantas progenitoras.
Los orangelos se comen de la misma manera que los pomelos (cortados por la mitad y comidos con una cucharita), pero son más dulces y de color más brillante que la toronja, además de ser más fáciles de pelar. Son entre redondos y con forma de pera, con 9-13 segmentos.